# 도쿄니치니치 신문

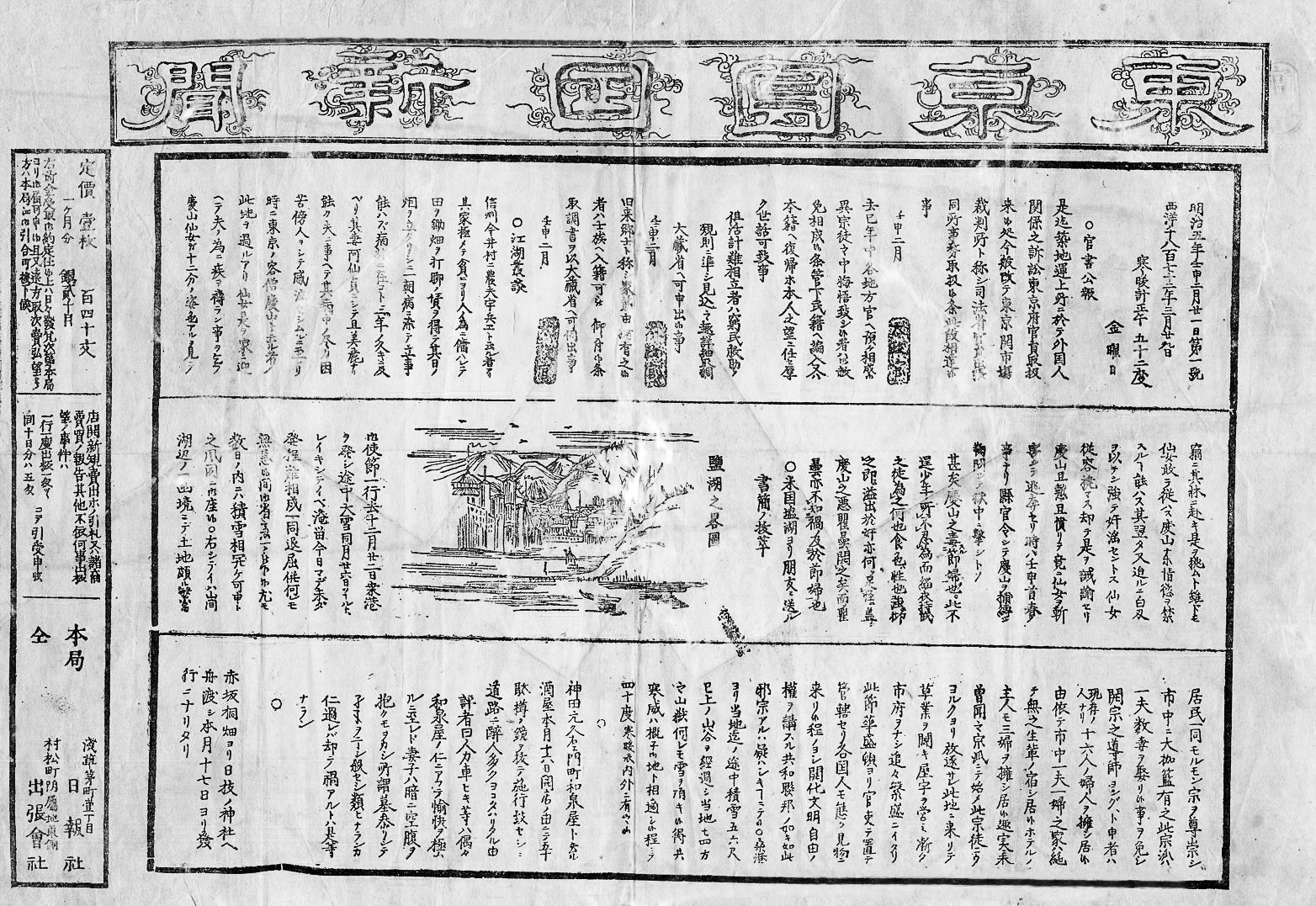

도쿄니치니치 신문(일본어: 東京日日新聞)은 도쿄도에서 1872년부터 1943년까지 발간되었던 신문이다. 1911년에 오사카마이니치 신문(大阪毎日新聞)과 마이니치 신문(毎日新聞) 회사에 통합되었다. 2개 신문에서 1943년까지 독립적으로 발간되어 왔다.